# Bankim
Bankim est une commune du Cameroun située dans la région de l'Adamaoua et le département de Mayo-Banyo. Elle est le chef-lieu de l'arrondissement de Bankim.les Tikar sont le peuple autochtone

## Population
Lors du recensement de 2005, la commune comptait 70 132 habitants, dont 11 372 pour Bankim Ville.

## Structure administrative de la commune
Outre la ville de Bankim proprement dite, la commune comprend les villages suivants  :
- Ali Mal 1
- Atta
- Bandam
- Dieki
- Djah
- Djang
- Djouke
- Fale
- Figon
- Glochifeing
- Hainare-Atta
- Kimi Petel
- King-Kong
- Konabe
- Kongui-Douoh
- Kouroum
- Lingam
- Malang
- Mbiridjom
- Mbondjanga
- Mbougam Karifu
- Mgbadji
- Moikoing
- Moukoue
- Mvoubam
- Nassarao
- Ndem-Ndem
- Ndoumdjandji
- Ndoumdjom
- Ngatti
- Ngoulori
- Nkoumtchoum
- Nyakong
- Nyamboya
- Sa'a
- Sarkibaka
- Somié
- Songkolong
- Tchamba
- Tchim
- Tong
- Yimbere